# Robb de Peyster Tytus

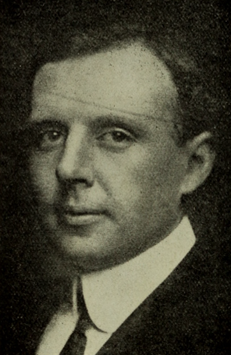
Robb de Peyster Tytus (1909)

Robb de Peyster Tytus  (* 2. Februar 1876 in Asheville, North Carolina; † 14. August 1913 in Saranac Lake, New York) war ein amerikanischer Künstler und Amateur-Archäologe.

## Leben
Robb de Peyster Tytus wurde als einziges Kind von Edward Jefferson Tytus und Charlotte Mathilde Davies in Asheville, North Carolina, geboren. Sein Vater verstarb 1881 mit 34 Jahren an Tuberkulose. Robb besuchte die St. Mark’s School in Southboro, Mass. und studierte Kunst an der Yale University. 1897 erhielt er den Abschluss „Bachelor of Arts“. Anschließend widmete er sich der Kunst und besuchte London, Paris und München. Robb wurde durch Ärzte in Europa auf seine Lungenprobleme aufmerksam gemacht.
Robb heiratete am 10. Mai 1903 Grace Seeley Henop aus New Haven, mit der er zwei Töchter hatte.

## Leistungen

### In Ägypten
1899 reiste er in Begleitung seiner Mutter nach Ägypten und fand Interesse an der Archäologie. Vom Khediven erhielt er eine Grabungslizenz für den Palast von Amenhotep III., wo Georges Daressy 1888 schon einmal gegraben hatte. In Zusammenarbeit mit Percy Edward Newberry führte er 1901–02 Ausgrabungen des Palastes von Amenhotep III. (Amenophis III.). Der „Palast der Strahlenden Sonne“ oder „Haus der Freude“ wie der König es nannte, umfasst inzwischen ein Areal von 320 km² (heute Malqata = der Ort, an dem man Dinge findet). Robb de Peyster Tytus gilt als der Entdecker der Badezimmer im Palast. Auch brachte er als erster die schönen Malereien an den Wänden und der Zimmerdecke ans Licht. 1903 veröffentlichte er die Ergebnisse in „Preliminary Report on the Exavation of the Palace of Amenhotep III“ mit seinen eigenen Farb-Kopien des gemalten Fußbodens und anderer Dekorationen des Palastes. Im gleichen Jahr erhielt er den „Master of Arts“ in Yale.
Zurück in Amerika veröffentlichte er 1904 bis 1906 eine Reihe von Gedichten und Erzählungen, die einen ägyptischen Hintergrund hatten – einige davon in Zusammenarbeit mit seiner Frau. Außerdem zeichnete er für Zeitschriften.

### In Amerika
Robb de Peyster Tytus kaufte Land im Tyringham Valley, Berkshire, Massachusetts, wo er von 1910 bis 1912 ein großes weißes Haus im Stil der Südstaaten mit vier dorischen Säulen baute, das er „Ashintully“ nannte. Es wurde aber als „Marmorpalast“ bekannt, denn es bestand aus 35 Räumen mit 10 Badezimmern und 15 Kaminen. Jetzt beschäftigte sich Robb mit der Landwirtschaft sowie der Aufzucht von Rindern und Schafen. Durch Ankauf von drei Farmen umfasste das Anwesen ca. 1.000 Acres (4,05 km²).
Robb de Peyster Tytus  betätigte sich auch politisch und wurde zweimal als Abgeordneter in das Parlament von  Massachusetts (General Court) gewählt.
1911 wurde er zum „Fellow of the Royal Geographical Society“ in London ernannt.
Als es absehbar war, dass er aus gesundheitlichen Gründen nie mehr in Ägypten arbeiten würde, übertrug er 1910 seine Konzession für den Palast von Amenhotep III. mit Erlaubnis von Gaston Maspero vom Service d’Anquitités der Ägypten-Expedition des Metropolitan Museum of Art, für die Herbert E. Winlock in Malqata dann ab 1911 die Ausgrabungen übernahm.
Robb de Peyster Tytus starb am 14. August 1913 im Alter von 32 Jahren in Saranac Lake, N.Y., an Tuberkulose.

## Die Robb-de-Peyster-Tytus-Memorial-Stiftung
Nach einem Besuch in Ägypten richtete seine Mutter, Charlotte M. Tytus, 1914 zum Andenken an ihren Sohn den „Robb de Peyster Tytus Memorial Fund“ ein. Aus diesem erhielt die Ägyptische Abteilung des Metropolitan Museum of Art fünf Jahre lang $15.000, die dafür verwendet wurden, die Gräber in Sheik abd-el Qurna und der Nachbarschaft zu erkunden.
Daraus entstand eine Folio-Ausgabe in fünf Bänden über die bedeutendsten Gräber in Theben-West. Für diese Aufgabe arbeiteten Norman de Garis Davies und seine Ehefrau Nina zusammen mit anderen Künstlern zehn Jahre von 1917 bis 1927. Diese Luxus-Auflage mit Lederrücken war limitiert auf 500 Stück pro Band und wurde auf handgemachtem Van-Gelder-Papier gedruckt.

## Veröffentlichungen
- A Preliminary Report on the Re-Excavation of the Palace of Amenhotep III. Winthrop, New York 1903